# Lancaster Castle
Lancaster Castle er en middelalderborg i Lancaster, Lancashire, England. Borgens tidligere historie er usikker, men den er muligvis blevet grundlagt i 1000-tallet på stedet hvor et tidligere romersk fort har ligget med udsigt over floden Lune. I 1164 inkluderede Honour of Lancaster borgen, der kom under kongens kontrol. I 1322 og 1389 blev England invaderet af skotterne og nåede helt til Lancaster, hvor borgen blev skadet. Første under den engelske borgerkrig blev den atter brugt i krig. Den blev bugt som fængsel første gang i 1196, men første under borgerkrigen i 1600-tallet blev dette for alvor udnyttet. Borgens bygninger er ejet af Storbritanniens monarki som hertug af Lancaster; En del af bygningerne er blevet brugt til Crown Court.
Det er en listed building af første grad.